# Australia ai Giochi della XXXI Olimpiade
L'Australia ha partecipato ai Giochi della XXXI Olimpiade, che si sono svolti a Rio de Janeiro, Brasile, dal 5 al 21 agosto 2016.

## Medaglie

### Medagliere per disciplina
| Sport              | Oro | Argento | Bronzo | Totale |
| ------------------ | --- | ------- | ------ | ------ |
| Nuoto              | 3   | 4       | 3      | 10     |
| Vela               | 1   | 3       | 0      | 4      |
| Canottaggio        | 1   | 2       | 0      | 3      |
| Pentathlon moderno | 1   | 0       | 0      | 1      |
| Rugby a 7          | 1   | 0       | 0      | 1      |
| Tiro               | 1   | 0       | 0      | 1      |
| Atletica leggera   | 0   | 1       | 1      | 2      |
| Ciclismo           | 0   | 1       | 1      | 2      |
| Canoa/kayak        | 0   | 0       | 2      | 2      |
| Tuffi              | 0   | 0       | 1      | 1      |
| Tiro con l'arco    | 0   | 0       | 1      | 1      |
| Equitazione        | 0   | 0       | 1      | 1      |
| Totale             | 8   | 11      | 10     | 29     |

### Medaglie d'oro
| Medaglia | Nome | Sport              | Evento                                       |
| -------- | --- | ------------------ | -------------------------------------------- |
| Oro      | Mack Horton | Nuoto              | 400 metri stile libero maschili              |
| Oro      | Emma McKeon Brittany Elmslie Bronte Campbell Cate Campbell | Nuoto              | Staffetta 4x100 metri stile libero femminile |
| Oro      | Catherine Skinner | Tiro               | Trap femminile                               |
| Oro      | Nicole Beck Charlotte Caslick Emilee Cherry Chloe Dalton Gemma Etheridge Ellia Green Shannon Parry Evania Pelite Alicia Quirk Emma Tonegato Amy Turner Sharni Williams | Rugby a 7          | Torneo femminile                             |
| Oro      | Kyle Chalmers | Nuoto              | 100 metri stile libero maschili              |
| Oro      | Kim Brennan | Canottaggio        | Singolo femminile                            |
| Oro      | Tom Burton | Vela               | Laser maschile                               |
| Oro      | Chloe Esposito | Pentathlon moderno | Gara femminile                               |

### Medaglie d'argento
| Medaglia | Nome                                                                                                   | Sport            | Evento                                       |
| -------- | --- | ---------------- | -------------------------------------------- |
| Argento  | Madeline Groves                                                                                        | Nuoto            | 200 metri farfalla femminili                 |
| Argento  | Jessica Ashwood Bronte Barratt Tamsin Cook Emma McKeon Leah Neale                                      | Nuoto            | Staffetta 4x200 metri stile libero femminile |
| Argento  | Alexander Belonogoff Karsten Forsterling Cameron Girdlestone James McRae                               | Canottaggio      | 4 di coppia maschile                         |
| Argento  | Mitch Larkin                                                                                           | Nuoto            | 200 metri dorso maschili                     |
| Argento  | Josh Booth Josh Dunkley-Smith Alexander Hill Will Lockwood                                             | Canottaggio      | 4 senza maschile                             |
| Argento  | Jack Bobridge Alex Edmondson Michael Hepburn Sam Welsford                                              | Ciclismo         | Inseguimento a squadre                       |
| Argento  | Cate Campbell Brittany Elmslie Madeline Groves Emma McKeon Taylor McKeown Emily Seebohm Madison Wilson | Nuoto            | Staffetta 4x100 metri misti femminile        |
| Argento  | Jason Waterhouse Lisa Darmanin                                                                         | Vela             | Nacra 17                                     |
| Argento  | Mathew Belcher William Ryan                                                                            | Vela             | 470 maschile                                 |
| Argento  | Nathan Outteridge Iain Jensen                                                                          | Vela             | 49er maschile                                |
| Argento  | Jared Tallent                                                                                          | Atletica leggera | Marcia 50 km                                 |

### Medaglie di bronzo
| Medaglia | Nome                                                                     | Sport            | Evento                                      |
| -------- | ------------------------------------------------------------------------ | ---------------- | ------------------------------------------- |
| Bronzo   | Alec Potts Ryan Tyack Taylor Worth                                       | Tiro con l'arco  | Squadre maschile                            |
| Bronzo   | Maddison Keeney Anabelle Smith                                           | Tuffi            | Trampolino 3 metri sincro femminile         |
| Bronzo   | Matthew Abood Kyle Chalmers James Magnussen James Roberts Cameron McEvoy | Nuoto            | Staffetta 4x100 metri stile libero maschile |
| Bronzo   | Chris Burton Sam Griffiths Shane Rose Stuart Tinney                      | Equitazione      | Concorso completo a squadre                 |
| Bronzo   | Emma McKeon                                                              | Nuoto            | 200 metri stile libero femminili            |
| Bronzo   | Jessica Fox                                                              | Canoa/kayak      | Slalom K1 femminile                         |
| Bronzo   | Dane Bird-Smith                                                          | Atletica leggera | Marcia 20 km maschile                       |
| Bronzo   | Anna Meares                                                              | Ciclismo         | Keirin femminile                            |
| Bronzo   | Kyle Chalmers Mitch Larkin Cameron McEvoy David Morgan Jake Packard      | Nuoto            | Staffetta 4x100 metri misti maschile        |
| Bronzo   | Lachlan Tame Ken Wallace                                                 | Canoa/kayak      | K2 1000 metri maschile                      |

### Statistiche
Medaglie per genere
| Genere | Oro | Argento | Bronzo | Totale |
| ------ | --- | ------- | ------ | ------ |
| Donne  | 5   | 3       | 4      | 12     |
| Uomini | 3   | 7       | 6      | 16     |
| Misti  | 0   | 1       | 0      | 1      |

## Atletica
L'Australia ha qualificato a Rio i seguenti atleti:
- 5000m maschili - 1 atleta (Brett Robinson)
- Maratona femminile- 1 atleta (Jane Fardell)
- Staffetta 4x400m femminile

## Nuoto
| Atleta                                                                     | Evento         | Batterie | Batterie   | Semifinali      | Semifinali      | Finale          | Finale          |
| Atleta                                                                     | Evento         | Tempo    | Classifica | Tempo           | Classifica      | Tempo           | Classifica      |
| -------------------------------------------------------------------------- | -------------- | -------- | ---------- | --------------- | --------------- | --------------- | --------------- |
| Emma McKeon                                                                | 100 m farfalla | 57"33    | 8ª C       | 56"81           | 2ª C            | 57"05           | 6ª              |
| Madeline Groves                                                            | 100 m farfalla | 58"17    | 16ª        | non qualificata | non qualificata | non qualificata | non qualificata |
| Keryn McMaster                                                             | 400 m misti    | 4:37"33  | =10ª       | N.D.            | N.D.            | non qualificata | non qualificata |
| Blair Evans                                                                | 400 m misti    | 4:38"91  | 16ª        | N.D.            | N.D.            | non qualificata | non qualificata |
| Emma McKeon Brittany Elmslie Bronte Campbell Cate Campbell Madison Wilson* | 4×100 m libero | 3:31"39  | 1ª C       | N.D.            | N.D.            | 3:30"65 RM      | Oro             |

- Nuotato in manche unica

| Atleta               | Evento       | Batterie | Batterie   | Semifinali      | Semifinali      | Finale          | Finale          |
| Atleta               | Evento       | Tempo    | Classifica | Tempo           | Classifica      | Tempo           | Classifica      |
| -------------------- | ------------ | -------- | ---------- | --------------- | --------------- | --------------- | --------------- |
| Thomas Fraser-Holmes | 400 m misti  | 4:12"51  | 6ª C       | N.D.            | N.D.            | 4:11"90         | 6ª              |
| Travis Mahoney       | 400 m misti  | 4:13"37  | 7ª C       | N.D.            | N.D.            | 4:15"48         | 7ª              |
| Mack Horton          | 400 m libero | 3:43"84  | 2ª C       | N.D.            | N.D.            | 3:41"55         | Oro             |
| David McKeon         | 400 m libero | 3:44"68  | 5ª C       | N.D.            | N.D.            | 3:45"28         | 7ª              |
| Jack Packard         | 100 m rana   | 59"26    | 6ª C       | 59"48           | 9ª              | non qualificato | non qualificato |
| Joshua Palmer        | 100 m rana   | 1:01"13  | =30ª       | non qualificato | non qualificato | non qualificato | non qualificato |